# José Manuel Holgado Merino
José Manuel Holgado Merino (El Cubo de Don Sancho, 14 de octubre de 1959) es un jurista, profesor y conferenciante español.
Desde noviembre de 2016 hasta junio de 2018 fue director general de la Guardia Civil.

## Biografía
Nacido en el municipio salmantino de El Cubo de Don Sancho, el día 14 de octubre de 1959.
Se licenció en Derecho por la Universidad de Salamanca. También hizo la oposición a Judicatura ganada en 1985 y ha asistido a diversos cursos impartidos por el Consejo General del Poder Judicial (CGPJ), sobre Discriminación de la Mujer, Justicia Restaurativa, Medición Penal, Protección de los Derechos Humanos, Control Judicial de la Inmigración, Delitos Societarios, entre otros más...
Tras hacer las oposiciones, comenzó su carrera profesional en la Provincia de Sevilla como Titular de los Juzgados de Marchena en 1986 y de los Juzgados de Carmona en 1988.
Un año más tarde fue Titular del Juzgado de lo Penal Número 10 de Sevilla, hasta 1998 que pasó a ser Magistrado de la Sección Tercera Penal de la Audiencia Provincial de Sevilla, teniendo competencia dentro de la jurisdicción de menores.
Cabe destacar que durante estos años también ha ejercido de Miembro del Consejo Asesor del Servicio de Asistencia a Víctimas en Andalucía (SAVA); ha sido Profesor de Derecho procesal penal en el máster de Asesoría Jurídica de Empresa del Instituto de Estudios de Cajasol; Coordinador y profesor del Curso "La Reforma Penal y la Empresa" del mismo instituto; Ponente en el Curso de Especialización para Abogados de Menores del Ilustre Colegio de Abogados de Sevilla (ICAS) y en el Curso de Formación para Jueces del Consejo General del Poder Judicial (CGPJ). 
Además, ha sido Tutor de prácticas externas del Consejo General del Debate Judicial para universitarios y ha impartido diversas conferencias sobre el Procedimiento Penal en la Universidad Nacional de Educación a Distancia (UNED), sobre adiciones en el Ilustre Colegio Oficial de Farmacéuticos y sobre la actualización de materia penal en el Cuerpo Nacional de Policía (CNP).
Por decisión del Consejo de Ministros para realizar una renovación del altos cargos en diversas instituciones, el día 17 de noviembre de 2016 fue elegido por el ministro del Interior Juan Ignacio Zoido, para que José Manuel Holgado Merino sea nombrado como nuevo director general de la Guardia Civil, en sustitución de Arsenio Fernández de Mesa.